# Institut de chimie des substances naturelles
L'Institut de chimie des substances naturelles (ICSN) est un institut dépendant du CNRS situé à Gif-sur-Yvette en région parisienne.

## Présentation
L'ICSN est l'un des plus grands instituts de recherche en chimie public français. Il emploie près de 300 personnes dans un bâtiment datant de 1959.
Les recherches de l'ISCN se concentrent sur quatre domaines :
– chimie organique des molécules complexes ;
– produits naturels et chimie médicinale ;
– chimie et biologie structurales ;
– chimie et biologie de cibles thérapeutiques.